# Mark Hamill
Pour les articles homonymes, voir Hamill.
Mark Hamill, né le 25 septembre 1951 à Oakland, Californie (États-Unis) est un acteur américain.
Il accède à la célébrité mondiale en incarnant Luke Skywalker, personnage principal de la  première trilogie de la saga Star Wars (1977-1983), qu'il porte aux côtés de Carrie Fisher et Harrison Ford. Son interprétation du paysan naïf traversant les épreuves pour devenir un puissant chevalier Jedi, désireux d'abattre le côté obscur de la Force incarné par son père Dark Vador, en fait un acteur culte, marquant des générations de spectateurs. En parallèle, il apparait notamment  dans les films Corvette Summer (1978), Au-delà de la gloire (1980), The Night the Lights Went Out in Georgia (en) (1981) ou encore Britannia Hospital (1982).
Durant la trilogie et après sa conclusion, il participe à plusieurs pièces de théâtre à Broadway comme Amadeus (1981) ou The Elephant Man (1982-1983), mais la popularité de la franchise Star Wars affecte considérablement sa carrière. En 1991, il interprète le Trickster dans la série Flash de 1990 et reprend le personnage dans plusieurs de ses apparitions étalées sur près de trente ans. Durant cette décennie, il décide de se consacrer au milieu de l'animation ainsi qu'à la scène vidéoludique, et trouve un second souffle grâce à sa prestation du Joker dans la série animée Batman (1992-1994). Porté par le succès de la série, Hamill devient la voix du personnage dans nombreuses de ses adaptations jusqu'en 2024 ainsi que celle de plusieurs autres personnages, tels que le colonel Christopher Blair dans Wing Commander (1994-1997), Hobgoblin dans la série Spider-Man de 1994 (1995-1998) ou encore le Seigneur du feu Ozai dans la série Avatar, le dernier maître de l'air (2005-2008).
En 2015, trente ans après Le Retour du Jedi, il est de retour au premier plan en reprenant le rôle de Luke Skywalker, plus âgé, dans la troisième trilogie de Star Wars, dans laquelle son personnage fétiche est un allié majeur de l'héroïne Rey. En parallèle, ce regain de notoriété lui permet de multiplier les rôles dans divers projets, Hamill prêtant ainsi sa voix au troll Dictatious dans les séries Les Contes d'Arcadia (2017-2020), devient le nouvel interprète de la poupée Chucky dans Child's Play (2019), puis celui de Skeletor dans Les Maîtres de l'univers : Révélation (2021), ou plus récemment, prête sa voix à Art Rosebaum dans Invincible (2021-) et à Mervyn Pumpkinhead dans The Sandman (2022-).

## Biographie

### Jeunesse et formation
Mark Richard Hamill naît le 25 septembre 1951 à Oakland, Californie (États-Unis) est le fils d'un ancien capitaine de la US Navy, William Thomas Hamill (1926-2014) et de Virginie Suzanne (née Johnson, 1927-1998), dans une famille de sept enfants, dont ses deux frères Will et Patrick, et ses quatre sœurs Terry, Jan, Jeanie et Kim. Son père est d'ascendances anglaise, écossaise, galloise et irlandaise, et sa mère était d'ascendance française, suédoise et anglaise,. Il a été élevé dans une famille catholique.
Après avoir grandi en Californie et au Japon, Mark Hamill fait des études d'art dramatique avant d'obtenir ses premiers rôles à la télévision. Il cite comme inspiration à son souhait de devenir acteur, les films de Laurel et Hardy qu'il regarde enfant. Déjà avant l'adolescence, il sait que « le showbiz, c'était ma voie ». Il exerce un petit boulot à lʼAssociated Press.

### Années 1970 et 1980:Star Wars, une franchise inoubliable mais dont il est difficile de se détacher

#### La révélation au monde entier

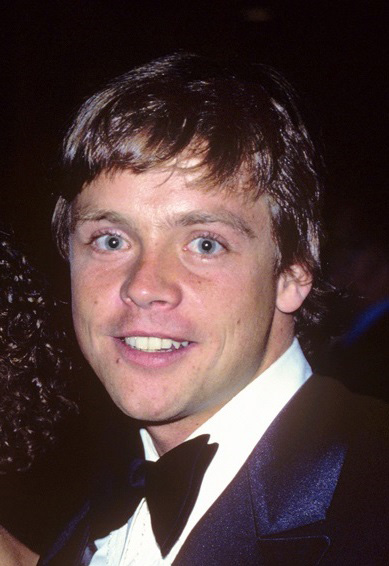
Mark Hamill lors de la première de F.I.S.T en 1978.

Fan du film American Graffiti et souhaitant être acteur, il veut travailler avec George Lucas. Il vit alors avec Robert Englund qui lui recommande de faire le casting du prochain projet de Lucas. Pour cette séance, il joue une scène un peu improvisée, sans indication du metteur en scène. C'est finalement Marcia Lucas qui prend la décision de l'embaucher pour le rôle de Luke Skywalker, sans lui préciser que c'est le rôle principal et que « tout le film reposait sur [lui] ». Ainsi, Mark Hamill devient l'une des têtes d'affiche aux côtés de Carrie Fisher et Harrison Ford du film Star Wars, épisode IV : Un nouvel espoir, premier volet d'une trilogie et premier opus de la franchise Star Wars qui connaît un succès planétaire,. Durant le tournage, il est payé « au minimum du minimum », mais il acquiert un statut de star en 1977 avec ce rôle.
En janvier 1977, un accident de voiture a pour conséquence une paralysie faciale qui limite son jeu d'acteur,,. Dans le téléfilm Star Wars Holiday Special, produit en 1978, les lésions sur le visage de Hamill sont encore visibles, malgré un début de chirurgie esthétique, ce qui nécessite un maquillage et un éclairage spéciaux pour les camoufler. Aujourd'hui, l'assertion selon laquelle Lucas et Irvin Kershner adoptent l'idée d'introduire le personnage d'Hamill dans L'Empire contre-attaque à travers une scène où ce dernier se fait attaquer et capturer par une créature dans le but de crédibiliser ses cicatrices, est remise en question,,.
Il reprend le rôle en 1983 dans Star Wars, épisode VI : Le Retour du Jedi, dernier volet de la trilogie. Il tient également le rôle en 1981 et 1983 dans les adaptations radiophoniques (en) pour la National Public Radio, de Un nouvel espoir et de L'Empire contre-attaque,. Comme plusieurs autres comédiens de la franchise, il ne reprend pas le rôle dans l'adaptation de Le Retour du Jedi diffusée en 1996.

#### Un rôle qui lui colle à la peau

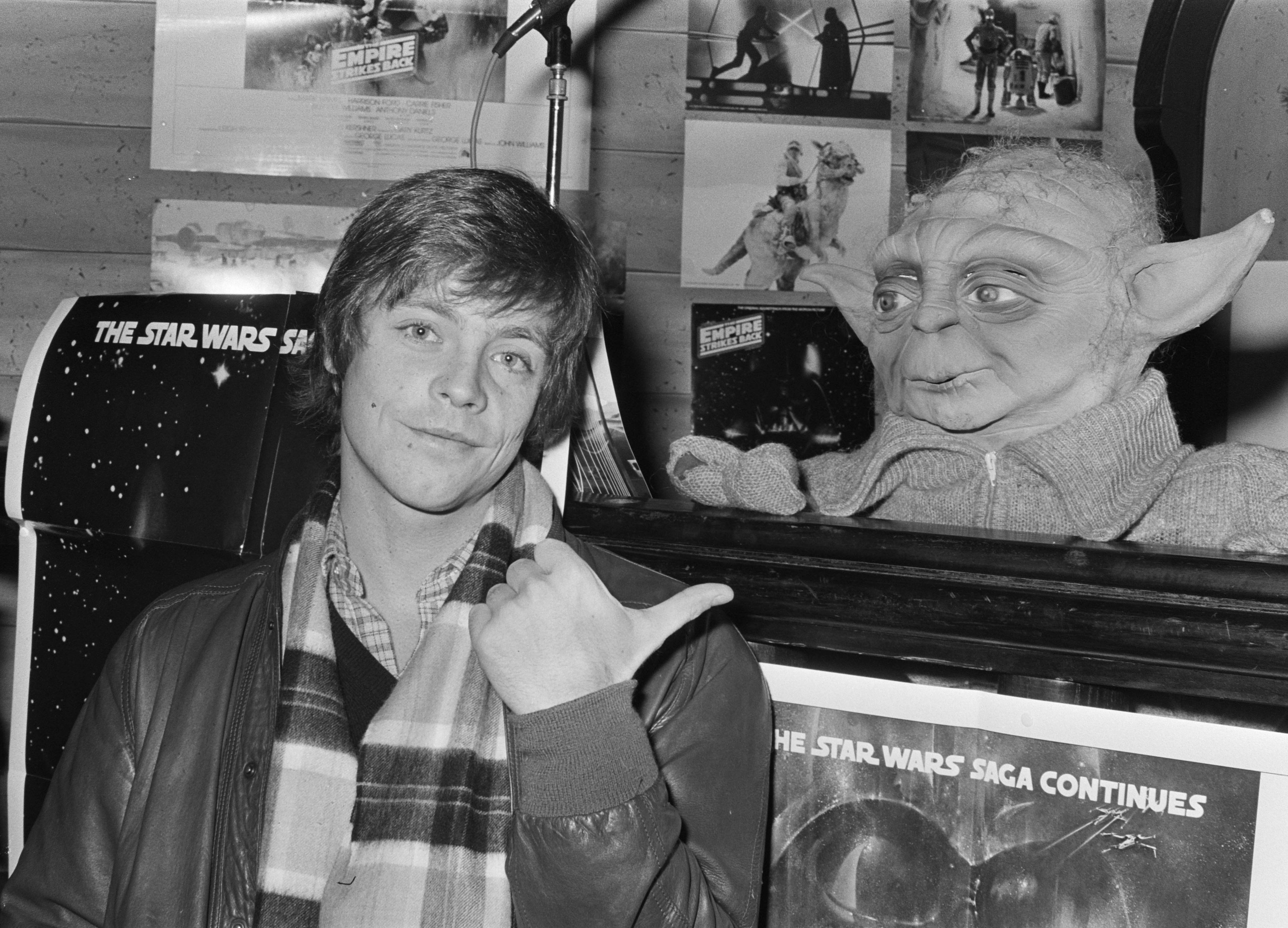
Mark Hamill en décembre 1980.

Mark Hamill est remarqué dans la comédie Corvette Summer en 1978, dans lequel il incarne le rôle principal de Kenneth, un jeune étudiant en carrosserie et mécanique automobile, qui ne vit que pour les voitures de luxe notamment les Corvettes (également nommées Stingray), reconnues dans les années 1970 aux États-Unis. Il se fait également remarquer en 1980 pour son rôle du soldat Griff dans Au-delà de la gloire de Samuel Fuller. La notoriété de son personnage de héros galactique bride sa carrière, son nom étant perpétuellement associé à son personnage de héros galactique : il « n'a jamais réussi à se défaire de son image de Jedi » écrit la presse,. Après quelques petits films, Mark Hamill disparaît de la scène cinématographique pendant toutes les années 1980 pour se consacrer au théâtre. Il précise plus tard que « Partout où j'allais, on voyait le personnage, pas l'acteur […] Après le premier Star Wars, on ne me proposait plus rien, et je me suis tourné vers le théâtre […] La critique a été cruelle. » Il joue notamment la pièce Amadeus et Elephant Man. Il se propose de jouer Mozart dans l'adaptation cinématographique dʼAmadeus mais le réalisateur Milos Forman le lui refuse sous prétexte que le public risque de voir Luke Skywalker être le jeune compositeur. Il ne revient sur le grand écran qu'avec le film de science-fiction Slipstream : Le Souffle du futur en 1989.

### Années 1990, 2000 et début 2010: une nouvelle carrière loin des projecteurs

#### Sa rencontre avec le Joker
« Si le monde décide de bâtir un Mont Rushmore pour le Joker, il y aura  Jack Nicholson, Heath Ledger et Mark Hamill. Parce que Mark est la voix définitive du Joker. »
— Michael E. Uslan en 2021 pour le documentaire The Story of Batman The Animated Series
Au début des années 1990, il fait de nombreuses apparitions dans des séries B, ainsi que dans Le Village des damnés de John Carpenter, avant de trouver une nouvelle carrière dans l'animation et le jeu vidéo. Au-delà du cinéma à la filmographie finalement peu consistante, il effectue un nombre important d'enregistrements dans l'animation et le jeu vidéo, ce qu'il appelle sa « nouvelle carrière ».
Fan des comics, Mark Hamill a demandé à son agent d'être dans l'adaptation animée de Batman de 1992 pour jouer un méchant qui n'était pas encore apparu,. Il s'est vu attribuer dans un premier temps le rôle de Ferris Boyle dans l'épisode Heart of Ice, pour lequel il a pris comme modèle Phil Hartman pour jouer les 2 facettes, la publique et la privée, du personnage,. Souhaitant un rôle plus important et à la suite de sa performance, il a passé une audition pour le rôle du Joker qui devait être originellement interprété par Tim Curry avant que celui-ci se fasse écarter après avoir enregistré quelques épisodes,,,. On lui a par ailleurs demandé de ne pas faire comme Jack Nicholson,,,. Au départ, Mark Hamill pensait qu'une fois de plus son rôle de Luke Skywalker l'aurait recalé, mais il a finalement été choisi et d'après Andrea Romano (en), directrice chargée des comédiens, c'est son rire qui a scellé le choix,. Il dit avoir puisé dans son interprétation de Mozart qu'il a joué dans la pièce de théâtre Amadeus pour les différents rires qu'il donne au personnage, expliquant que son rire est basé sur son humeur,. Lors d'une interview pour les bonus de la série, il déclare : « Son rire devrait être comme un instrument de musique ; cela devrait en quelque sorte illustrer son humeur [...] Cela pourrait être inquiétant et intimidant ; il pourrait être jubilatoire avec un abandon sauvage. Mais je ne voulais pas d'un seul rire machinal. », L'acteur se démarque également par le fait qu'il était constamment debout durant les enregistrements, alors que ses camarades de jeu étaient assis. Kevin Conroy, qui interprète Batman, déclare qu'il n'aurait jamais pu être aussi bon s'il n'avait pas eu Mark Hamill, qui jouait ses répliques à ses côtés.
La série étant la première œuvre d'un univers partagé intitulé DC Animated Universe, Mark Hamill reprend le personnage entre 1992 et 2003 dans divers projets dont dans les films Batman contre le fantôme masqué et Batman, la relève : Le Retour du Joker en 1993 et en 2000 ou encore dans la série La Ligue des justiciers entre 2002 et 2003.

#### Brèves apparitions à l'écran et spécialisation dans les voix
Connu dans son entourage pour être fan de comics, il coécrit une série de livres The Black Pearl entre 1996 et 1997, avec son cousin Eric Johnson.
En 2001, il tient le rôle de Cocknocker dans le film  Jay et Bob contre-attaquent (Jay and Silent Bob Strike Back) de Kevin Smith.
Il réalise également un film documentaire parodique Comic Book : The Movie en 2004 dans lequel il joue le rôle principal d'un fan de bande-dessinées nommé Donald Swan. Ce film contient plusieurs caméos d'acteurs ayant joué aux côtés de Hamill dans la trilogie Star Wars dont David Prowse (Dark Vador), Jeremy Bulloch (Boba Fett), Peter Mayhew (Chewbacca), etc..
Entre 2005 et 2008, il prête sa voix au seigneur du feu Ozai dans la série Avatar, le dernier maître de l'air de Michael Dante DiMartino et Bryan Konietzko. En 2008 il prête sa voix au dragon Malefor dans La Légende de Spyro : Naissance d'un dragon.
En 2009, il prête de nouveau sa voix au Joker dans le jeu Batman: Arkham Asylum, premier volet de la saga Batman: Arkham développée par Rocksteady Studios. Le jeu est un succès et rentre dans le Livre Guinness des records avec la distinction de « jeu de super-héros le mieux noté de tous les temps par la presse spécialisée ».
Il retrouve par ailleurs Kevin Conroy et Arleen Sorkin, ses comparses de la série Batman de 1992 et du DC Animated Universe qui reprennent respectivement les rôles de Batman et d'Harley Quinn
En 2010 il prête sa voix au Guetteur dans le jeu idéo Darksiders de Vigil Games et THQ}.
En 2011, il indique qu'il arrête la voix du Joker, sa dernière performance étant pour le jeu vidéo Batman: Arkham City pour lequel il glane un  BAFTA Award,. Il reprend malgré tout le rôle en 2012 pour l'expansion The Last Laugh. du jeu MMO DC Universe Online.
Il apparait dans l'épisode final de la saison 8 de Esprits Criminels en 2013.
Absent du jeu Batman: Arkham Origins dans lequel il est remplacé par Troy Baker qui joue une version plus jeune du Joker, il reprend néanmoins son rôle du « Clown Prince du crime » de manière inattendue pour le jeu Batman: Arkham Knight en 2015, ce dernier étant la conclusion de la saga Batman Arkham. L'année suivante, c'est dans le jeu Batman: Arkham VR qu'il lui prête sa voix.

### Depuis le milieu des années 2010: de nouveau sur le devant de la scène

#### De retour dans la franchise qui l'a fait connaître

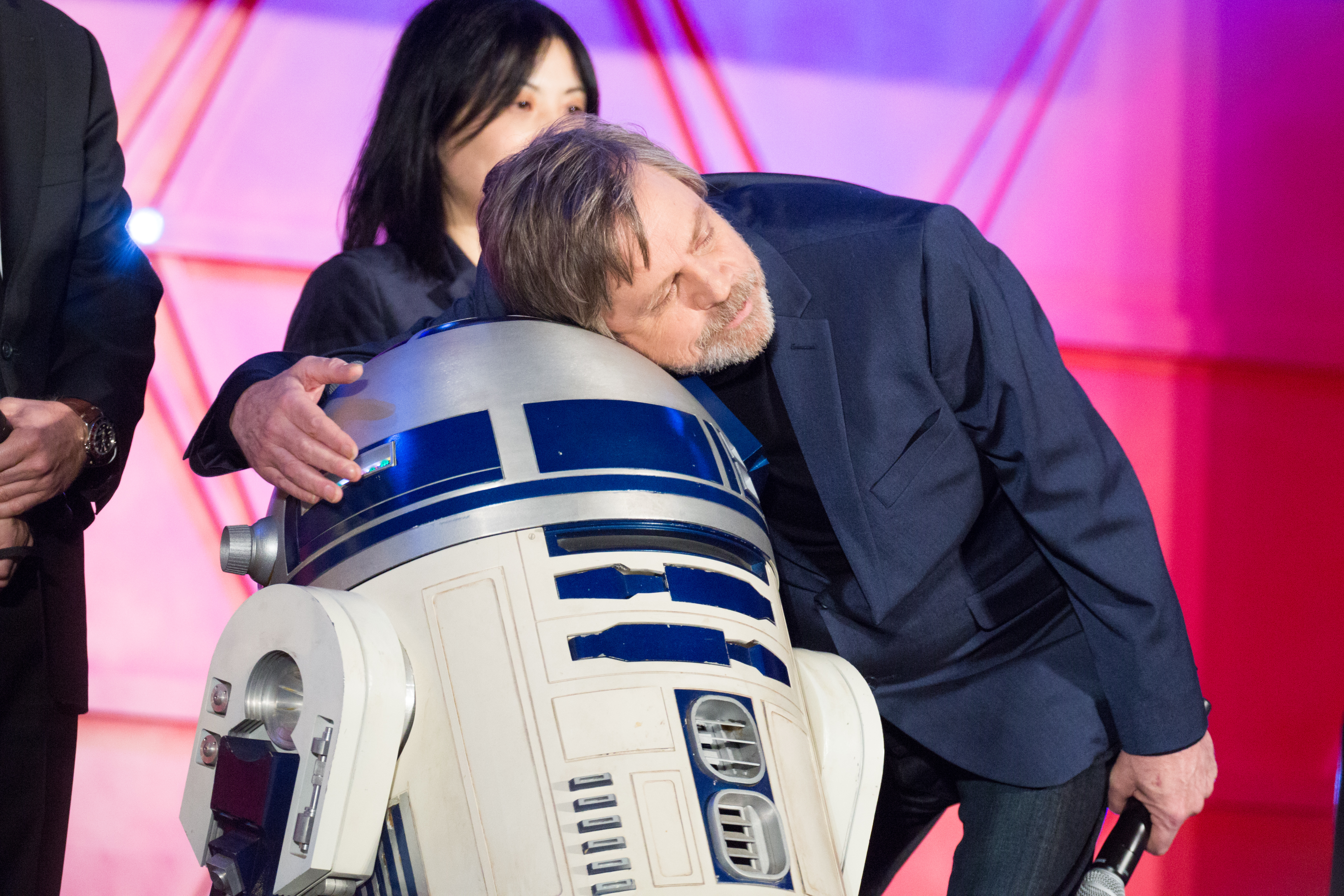
Mark Hamill avec une représentation de R2-D2 lors d'une avant-première au Japon de Star Wars, épisode VIII : Les Derniers Jedi.

Mark Hamill retrouve en 2014 l'univers de Star Wars, dans un premier temps en participant à l'épisode final de la série d'animation Star Wars: The Clone Wars dans lequel il donne voix à Dark Bane. Le 29 avril 2014 Mark Hamill accepte la proposition de Disney de retourner dans la saga : il est officialisé dans Le Réveil de la Force, tout comme Harrison Ford, Carrie Fisher, Peter Mayhew, Anthony Daniels et Kenny Baker de la première trilogie Star Wars. Il fait un régime, du sport, perd 24 kg : « Tout ça pour quoi ? Pour deux secondes à l'écran, juste le temps d'enlever une capuche ! » dit-il,. Effectivement, bien qu'il soit le sujet central de ce nouveau film (Luke Skywalker a disparu, le Premier Ordre et la Résistance fouillent la galaxie pour le retrouver), il n'y apparait que dans la toute dernière minute, juste avant le générique. Malgré tout, il conserve auprès des fans une véritable vénération.
Il est en revanche un des acteurs centraux du film suivant Les Derniers Jedi de Rian Johnson. Finalement, il considère que « c'est parfois un peu pesant, ce rôle », même s'il assume totalement les obligations liées à la promotion du film, entre autres auprès des fans. En 2018, il reprend une nouvelle fois le personnage, mais cette fois-ci pour de l'animation, prêtant ainsi sa voix dans la  série Star Wars : Forces du destin.
Il apparaît fin 2019 dans le film Star Wars, épisode IX : L'Ascension de Skywalker, dernier volet de la poslogie et de la « Saga Skywalker » qui marque également sa dernière interprétation de Luke Skywalker sur grand écran.
En 2020, lors du dernier épisode de la saison 2 de The Mandalorian, pour faire apparaître Luke Skywalker, le visage rajeuni de Mark Hamill a été incrusté sur celui du comédien Max Lloyd-Jones tandis que la voix du personnage est celle de Mark Hamill recréée grâce à l'application Respeecher,. En 2022, ce procédé est réitéré dans la série Le Livre de Boba Fett.

#### Une présence plus marquée

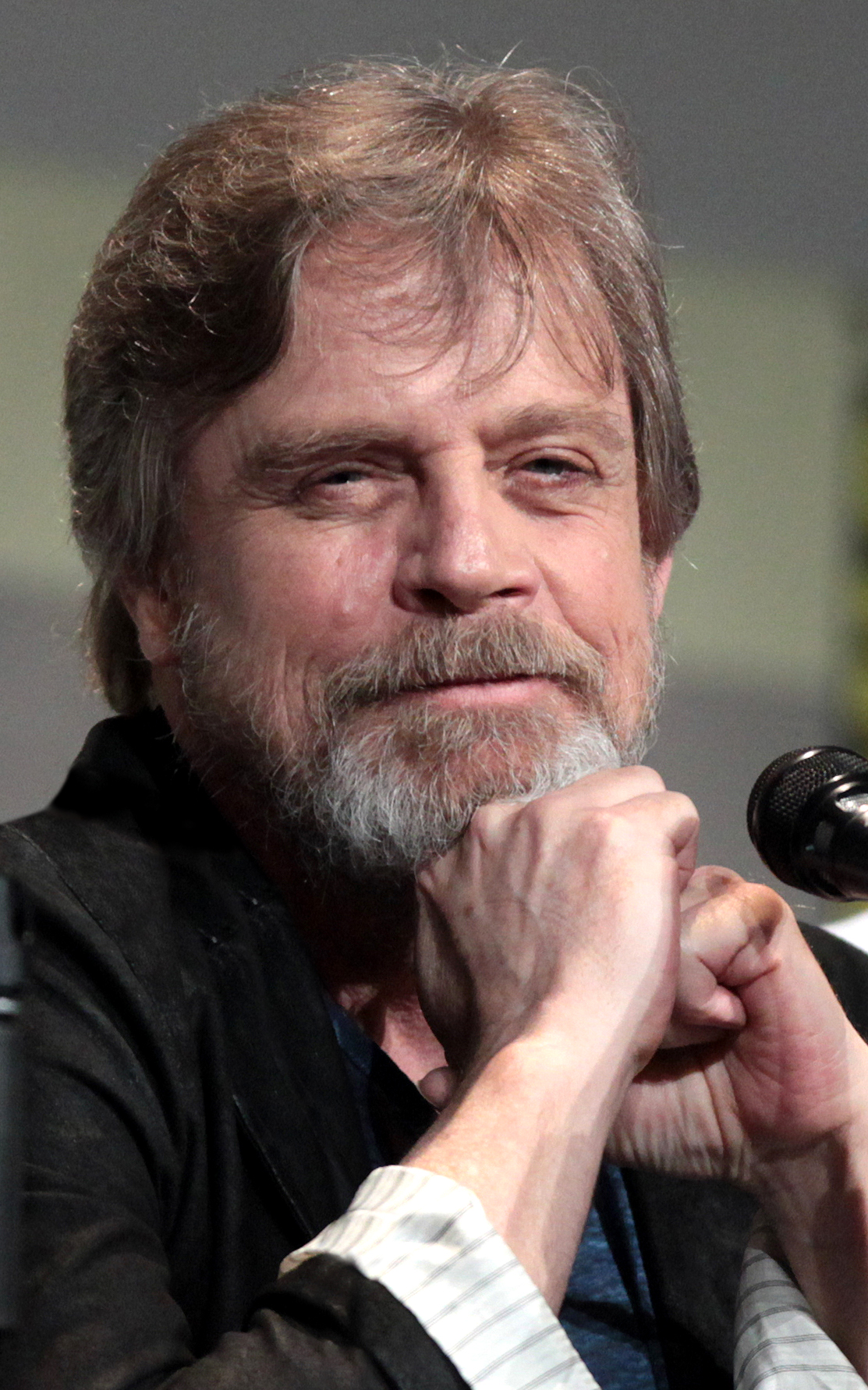
Mark Hamill au Comic-Con de San Diego en 2015.

Fort de la médiatisation de ses retrouvailles sur grand écran avec la franchise Star Wars, Mark Hamill se fait plus régulier et sa présence dans un projet est plus importante. S'il apparaît brièvement dans le film Kingsman : Services secrets en 2015 aux côtés de Samuel L. Jackson, Colin Firth, Taron Egerton et Mark Strong, dans lequel il joue le rôle du Professeur James Arnold. Il reprend la même année le rôle de James Jesse alias Trickster dans la série Flash, soit vingt-trois ans après l'avoir interprété dans la série du même nom des années 90,. Toujours la même année, il est annoncé au casting du jeu Squadron 42 de Cloud Imperium Games, spin off de Star Citizen du même studio. Usant de la capture de mouvement, la distribution comporte d'autres grands noms comme ceux de Gillian Anderson ou encore Gary Oldman.
Malgré son regain de popularité, il continue toujours à faire des voix de personnages. En 2016, il prête sa voix à Dictatious dans la série Chasseurs de trolls : Les Contes d'Arcadia de Guillermo del Toro. La même année il retrouve le Joker dans l'adaptation en film d'animation du comics Batman: The Killing Joke d'Alan Moore et de Brian Bolland et indique laconiquement ne pas en avoir fini avec le Joker. Dans ce film, il performe également la chanson I Go Looney.
Il apparaît en 2017 dans le film Brigsby Bear de Dave McCary.
Il retrouve une énième fois le Joker ainsi que celui de Trickster dans le jeu Lego DC Super-Villains sorti en 2018.
En 2019, il succède à Brad Dourif pour faire la voix de la poupée Chucky dans le film reboot par Lars Klevberg de la franchise Child's Play.
En 2021, il prête sa voix à Art Rosebaum dans la série d'animation Invincible de Robert Kirkman puis succède à Alan Oppenheimer pour le rôle de Skeletor dans la série d'animation Les Maîtres de l'univers : Révélation créée par Kevin Smith et faisant suite à la série d'animation Les Maîtres de l'Univers de 1983,.
En 2022, il prête sa voix à Mervyn Pumpkinhead dans la série télévisée The Sandman, adaptation des comics de Neil Gaiman.
En mai 2024, il est annoncé reprendre le rôle du Joker dans le jeu de combat MultiVersus qui réunit plusieurs personnages appartenant à Warner Bros. Discovery.
En juillet 2024, il doit reprendre l'iconique rôle du Joker de la série Batman de 1992 dans le film d'animation Justice League : Crisis on Infinite Earths Partie 3, conclusion de l'univers partagé Tomorrowverse. Le film marque probablement les adieux de l'acteur au personnage qui a relancé sa carrière puisqu'il ne souhaite plus l'interpréter à cause de la mort de Kevin Conroy en novembre 2022, son partenaire de jeu et ami pendant plus de trente ans, comme il l'explique en janvier 2023 durant une interview avec le magazine Empire : « Ils m'appelaient et me disaient : « Ils veulent que tu fasses le Joker », et ma seule question était : « Est-ce que Kevin est Batman ? ». S'ils disaient oui, je disais : « J'en suis »[...] Nous étions comme des partenaires. Nous étions comme Laurel et Hardy. Sans Kevin, il ne semble pas y avoir de Batman pour moi. »,.

### Famille
En décembre 1978, Mark Hamill épouse Marilou York, une hygiéniste dentaire, dans un mariage civil privé ; de cette union naissent trois enfants : Nathan (né en juin 1979), Griffin (né en mars 1983), et Chelsea Elizabeth (née en juillet 1988).
Par ailleurs, Nathan Hamill est né au cours de la production de L'Empire contre-attaque ; il apparaît dans un caméo dans le premier épisode de la prélogie Star Wars, La Menace fantôme, en jouant l'un des gardes royaux de Naboo.

## Engagement
Le 3 mai 2024, veille du Star Wars day, Hamill participe au briefing de Joe Biden à la Maison blanche et le qualifie de président « le plus performant de toute (sa) vie sur le plan législatif ».
Il participe ensuite au Zoom « Comics for Kamala » où des humoristes et vedettes soutiennent la candidature de Kamala Harris, candidate démocrate à la présidentielle de 2024.

## Théâtre
- 1981 : Amadeus : Wolfgang Amadeus Mozart
- 1982-1983 : The Elephant Man : Joseph Merrick

## Filmographie
Sauf indication contraire, les informations mentionnées dans cette section peuvent être confirmées par la base de données cinématographiques IMDb,  présente dans la section « Liens externes ».

### Cinéma

#### Longs métrages
- 1977 : Star Wars, épisode IV : Un nouvel espoir (Star Wars: Episode IV – A New Hope) de George Lucas : Luke Skywalker
- 1978 : Corvette Summer de Matthew Robbins : Kenneth « Kenny » W. Dantley Jr.
- 1980 : Au-delà de la gloire de Samuel Fuller : Griff
- 1980 : Star Wars, épisode V : L'Empire contre-attaque (Star Wars: Episode V – The Empire Strikes Back) d'Irvin Kershner : Luke Skywalker
- 1981 : Accroche-toi Nashville (en) de Ronald F. Maxwell : Conrad
- 1982 : Britannia Hospital de Lindsay Anderson : Red
- 1983 : Star Wars, épisode VI : Le Retour du Jedi (Star Wars: Episode VI – Return of the Jedi) de Richard Marquand : Luke Skywalker
- 1989 : Slipstream : Le Souffle du futur (Slipstream) de Steven Lisberger : Will Tasker
- 1989 : La Chute des aigles de Jesús Franco : Peter Froehlich
- 1990 : Midnight Ride de Bob Bralver : Justin McKay
- 1991 : Mutronics de Screaming Mad George et Steve Wang : Max Reed
- 1991 : Liaison maléfique (Black Magic Woman) de Deryn Warren : Brad Travis
- 1992 : La Nuit déchirée de Mick Garris : lieutenant Jennings (non crédité)
- 1993 : Time Runner de Michael Mazo : Michael Raynor
- 1994 : Silk Degrees d'Armand Garabidian : Johnson
- 1994 : The Raffle de Gavin Wilding : Bernard Wallace
- 1995 : Le Village des damnés (Village of the Damned) de John Carpenter : le révérend George
- 1997 : Laserhawk de Jean Pellerin : Bob Sheridan
- 1998 : Hamilton d'Harald Zwart : Mike Hawkins
- 1998 : Les Proies : La Résurrection (en) de John Carl Buechler : Murphy
- 1999 : Wing Commander de Chris Roberts : Merlin (voix, non crédité)
- 1999 : Walking Across Egypt d'Arthur Allan Seidelman : Lamar N. Benfield
- 2001 : Thank You, Good Night de Chuck Griffith : Karl, le père de Lee
- 2001 : Jay et Bob contre-attaquent (Jay and Silent Bob Strike Back) de Kevin Smith : Casse-noisette (Cocknocker en VO)
- 2002 : Baxter and Bananas de Zac Moncrief et Robert Renzetti (court métrage)
- 2003 : Reeseville de Christian Otjen : Zeek Oakman
- 2004 : Comic Book: The Movie de lui-même (vidéo)
- 2006 : Look, Up in the Sky: The Amazing Story of Superman de Kevin Burns (en) : le consultant
- 2011 : Minkow de Bruce Caulk : Robert Minkow
- 2012 : Airborne de Dominic Burns : Malcolm
- 2012 : Sushi Girl de Kern Saxton : Crow
- 2013 : Virtually Heroes de G. J. Echternkamp : Monk
- 2014 : Kingsman : Services secrets (Kingsman: The Secret Service) de Matthew Vaughn : Pr James Arnold
- 2015 : Star Wars, épisode VII : Le Réveil de la Force (Star Wars: Episode VII – The Force Awakens) de J. J. Abrams : Luke Skywalker
- 2017 : Brigsby Bear de Dave McCary : Ted Hope
- 2017 : Star Wars, épisode VIII : Les Derniers Jedi (Star Wars: Episode VIII – The Last Jedi) de Rian Johnson : Luke Skywalker et Dobbu Scay
- 2019 : Child's Play : La Poupée du mal (Child's Play) de Lars Klevberg : Chucky (voix)
- 2019 : Star Wars, épisode IX : L'Ascension de Skywalker (Star Wars: Episode IX – The Rise of Skywalker) de J. J. Abrams : Luke Skywalker et Boolio (voix)
- 2023 : The Machine de Peter Atencio : Albert
- 2024 : The Life of Chuck de Mike Flanagan : Albie Krantz
- 2025 : Marche ou crève (The Long Walk) de Francis Lawrence : le major

#### Films d'animation
- 1977 : Les Sorciers de la guerre de Ralph Bakshi : Sean
- 1984 : Nausicaä de la vallée du vent de Hayao Miyazaki : Maire de Pejite (doublage pour la version anglophone)
- 1986 : Le Château dans le ciel de Hayao Miyazaki : Colonel Muska (doublage pour la version anglophone)
- 1993 : Batman contre le fantôme masqué (Batman: Mask of the Phantasm) d'Eric Radomski et Bruce W. Timm : le Joker
- 1993 : Hollyrock-a-Bye Baby (en) de William Hanna: Slick
- 1996 : Bruno the Kid: The Animated Movie : Harris
- 1998 : Scooby-Doo sur l'île aux zombies (Scooby-Doo on Zombie Island), de Jim Stenstrum : Snakebite Scruggs
- 1998 : Batman/Superman Movie: World's Finest de Toshihiko Masuda : le Joker
- 1999 : Gen¹³ de Kevin Altieri (en) : Threshold / Matthew Callahan
- 1999 :  The Night of the Headless Horseman de Shane Williams : Van Ripper
- 2000 : Sinbad: Beyond the Veil of Mists d'Evan Ricks : le capitaine de la garde
- 2000 : Batman, la relève : Le Retour du Joker (Batman Beyond: Return of the Joker) de Curt Geda : le Joker
- 2000 : The Christmas Lamb de Rob Loos et George Taweel : Kobash
- 2000 : Scooby-Doo et les Extraterrestres de Jim Stenstrum : Steve
- 2000 : Joseph, le roi des rêves de Rob LaDuca et Robert C. Ramirez : Judah
- 2001 : Earth Day de Michiko Byers et Meredith Casey : Dr Bob
- 2001 : Night of the Living Doo (en) de Chris « Casper » Kelly (en) et Jeffrey G. Olsen : Mr Shifty / lui-même
- 2002 : Balto 2 : La Quête du loup de Phil Weinstein : Niju
- 2002 : Rapsittie Street Kids: Believe in Santa de Colin Slater : Eric
- 2003 : Aero-Troopers: The Nemeclous Crusade de Terry Izumi : vieux Joshua
- 2004 : Wolf Tracer's Dinosaur Island de Colin Slater : Blake
- 2005 : Batman: New Times de Jeffery Scheetz : le Joker
- 2005 : Le Ruban de Moebius (en) de Glenn Chaika : Simon Weir
- 2006 : Ultimate Avengers 2 de Will Meugniot (en) et Dick Sebast (en) : Dr Oiler
- 2006 : Choose Your Own Adventure: The Abominable Snowman (en) de Bob Doucette : Jamling
- 2006 : Robotech: The Shadow Chronicles (en) de Dong-wook Lee et Tommy Yune (en) : commandant Taylor / Haydonite
- 2016 : Batman: The Killing Joke : le Joker
- 2024 : Le Robot sauvage : Cactus (Thorn)
- courant 2024 : Justice League : Crisis on Infinite Earths Partie 3 : le Joker de l'univers de la série Batman de 1992

### Télévision

#### Téléfilms
- 1975 : Sarah T. - Portrait of a Teenage Alcoholic de Richard Donner
- 1975 : Delancey Street: The Crisis Within de James Frawley
- 1975 : Eric de James Goldstone
- 1976 : Mallory: Circumstantial Evidence de Boris Sagal
- 1977 : The City de Harvey Hart
- 1978 : Au temps de la guerre des étoiles (The 'Star Wars' Holiday Spécial) de Steve Binder
- 1991 : Earth Angel de Joe Napolitano
- 1993 : Une image de trop de Jean-Claude Missiaen
- 1993 : Petits cauchemars avant la nuit (Body Bags) de Tobe Hooper (segment Eye)
- 1997 : When Time Expires de David Bourla
- 2001 : Hamilton d'Harald Zwart

#### Séries télévisées
- 1970 : The Bill Cosby Show (en) (à ne pas confondre avec Cosby Show) - épisode The Poet
- 1971 : The Partridge Family (épisode Old Scrapmouth)
- 1971 : Cannon (épisode Country Blues)
- 1972 : Night Gallery de John Newland (épisode There Aren't Any More McBanes)
- 1972 : Sur la piste du crime (The F.B.I.) (épisode The Corrupter)
- 1972 : Hôpital central (General Hospital) de Doris Hursley et Frank Hursley (feuilleton télévisé)
- 1973 : Owen Marshall: Counselor at Law (en) de Jerry McNeely et David Victor (2 épisodes)
- 1973 : Le Magicien (The Magician) de Reza Badiyi (épisode Lightning on a Dry Day)
- 1973 : Room 222 (2 épisodes)
- 1974 : Insight (épisode When You See Arcturus)
- 1974 : The Texas Wheelers (en) de James Frawley (épisode Wailin' Wheeler Is Dead)
- 1974 : Le Justicier (The Manhunter) de Leslie H. Martinson (épisode The Lodester Ambush)
- 1975 : Lucas Tanner (en) (épisode Requiem for a Son)
- 1975 : Bronk de Carroll O'Connor (épisode Line of Fire)
- 1975 : Petrocelli de Harold Buchman et Sidney J. Furie (2 épisodes)
- 1976 : Médecins d'aujourd'hui (Medical Center) (épisode You Can't Annul My Baby)
- 1976 : Au fil des jours (One Day at a Time) de Whitney Blake et Allan Manings (épisode Schneider's Pride and Joy)
- 1977 : Les Rues de San Francisco (The Streets of San Francisco) (2 épisodes)
- 1977 : Huit, ça suffit ! (Eight Is Enough) (épisode Never Try Eating Nectarines Since Juice May Dispense)
- 1986 : Histoires fantastiques (Amazing Stories) de Norman Reynolds (épisode Gather Ye Acorns)
- 1987 : Alfred Hitchcock présente (Alfred Hitchcock Presents) de Robert Iscove (épisode Man on the Edge)
- 1989 : Flic à tout faire (Hooperman) de Steven Bochco et Terry Louise Fisher (épisode Intolerance)
- 1991 : Flash (The Flash) (épisodes The Trickster et Trial of the Trickster) : James Jesse / Trickster
- 1991 : The Flash II: Revenge of the Trickster de Danny Bilson (vidéo) : James Jesse / Trickster
- 1994 : L'Homme à la Rolls (Burke's Law) (épisode Who Killed Alexander the Great?)
- 1995 : SeaQuest, police des mers (SeaQuest DSV) de Rockne S. O'Bannon (2 épisodes)
- 1996 : Au-delà du réel : L'aventure continue (The Outer Limits), de Mario Azzopardi : Dr Sam Stein (Épisode 2.05 : Virtuellement vôtre / Mind Over Matter).
- 1996 : Space Cases (épisode A Day in the Life)
- 1998 : Super Structures of the World d'Andrew Thomas
- 1998 : Ancient Voices de Jean Claude Bragard (narrateur)
- 1998 : It's True de Danny Bilson (épisode The Rats of Rumfordton)
- 1999 : .COM d'Ed Polgardy
- 2000 : Hollywood Off-Ramp (épisode Murder: Take 2, 3, 4...)
- 2000 : Son of the Beach de George Verschoor (épisode Eat My Muffin)
- 2001 : The Oblongs... d'Angus Oblong et Jace Richdale (épisode Milo Interrupted)
- 2001 : V.I.P. (épisode The Uncle from V.A.L.)
- 2001 : Son of the Beach de Scott McAboy  (épisode Rod Strikes Back)
- 2002 : Son of the Beach (épisode Taco Lips Now: Part 1)
- 2002 : Les Anges de la nuit (Birds of Prey) : Le Joker (voix, épisode : Alliance)
- 2011 : Chuck : Jean-Claude (saison 5, épisode 1)
- 2013 : Esprits Criminels Saison 8
- 2015-2016 : The Flash : James Jesse / The Trickster (3 épisodes)
- 2018 : The Big Bang Theory : lui-même
- 2019 : Knightfall : Talus, un templier [67]
- 2020 : What We Do in the Shadows : Jim
- 2020 : The Mandalorian : Luke Skywalker (saison 2 épisode 8, visage en CGI) /  EV-9D9 (saison 1 épisode 5, voix)
- 2022 : Le Livre de Boba Fett : Luke Skywalker (épisode 6, visage en CGI)
- 2022 : Sandman :  Mervyn Pumpkinhead (voix)
- 2023 : La Chute de la maison Usher : Arthur Pym

#### Séries d'animation
- 1973 : Jeannie de Charles A. Nichols : Corey Anders
- 1973 : Les Grandes Rencontres de Scooby-Doo (The New Scooby-Doo Movies), de William Hanna et Joseph Barbera : Windmaker #2 / Corey Anders / Annonceur
- 1977 : Fred Flintstone and Friends de William Hanna et Joseph Barbera : ?
- 1992-1994 : Batman (Batman: The Animated Series) : Le Joker et Ferris Boyle (saison 1, épisode 14)
- 1993 : Les Motards de l'espace (Biker Mice from Mars) de Tom Tataranowicz : L'Ectromag
- 1993 : La Petite Sirène (The Little Mermaid) de Ron Clements et John Musker : Zeus et Hans Christian Andersen
- 1993-1994 : SWAT Kats: The Radical Squadron de Christian Tremblay : Jonny K. / Burke / The Red Lynx
- 1994 : Red Planet : James Marlowe Sr.
- 1994 : Bonkers de Robert Taylor (épisode A Fine Kettle of Toons) : ?
- 1994-1995 : Phantom 2040 de David J. Corbett : Dr Jak
- 1994-1995 : Les Quatre Fantastiques (Fantastic Four) de Jack Kirby et Stan Lee : Maximus le Fou / Maximus / Sentry
- 1995-1998 : Spider-Man, l'homme-araignée (saison 3 : Spider-Man: Sins of the Fathers) de Bob Richardson : Super-Bouffon / Jason Phillips / Jason Philip Macendale
- 1996 : Bruno the Kid : Harris
- 1996 : Hé Arnold ! (Hey Arnold!) de Craig Bartlett (épisode Das Subway/Wheezin' Ed) : Grubby / Policier
- 1996 : The Savage Dragon d'Erik Larsen : Voix additionnelles
- 1996 : Wing Commander Academy de Susan Blu : Christopher « Maverick » Blair
- 1996 : Super Zéro de Ben Edlund (épisode Devil in Diapers) : Julius Pendecker
- 1996 : The Real Adventures of Jonny Quest de Mike Milo : Général Vostok / Garde / Vostok
- 1996-1997 : L'Incroyable Hulk (The Incredible Hulk) de Jack Kirby et Stan Lee: Gargoyle / Tong-Zing
- 1996-1998 : Adventures from the Book of Virtues de Walt Kubiak : St. George / Theseus / Mouse
- 1997 : The Blues Brothers Animated Series de Greg Antonacci : Detective Armbrister
- 1997 : The Legend of Calamity Jane de Pascal Morelli : Voix additionnelles
- 1997 : Cléo et Chico (Cow and Chicken) : Weenie Dog
- 1997 : Minus et Cortex (Pinky and the Brain) (épisode Brain Acres) : Jimmy Joe Jr.
- 1997 : Superman, l'Ange de Metropolis (Superman: The Animated Series) de Toshihiko Masuda (épisode World's Finest) : Le Joker
- 1997-1999 : Batman (The New Batman Adventures) : The Joker
- 1998 : Les Simpson de Matt Groening Épisode Homer, garde du corps : lui-même / Leavelle
- 1998-2000 : Oh Yeah! Cartoons de Russ Mooney : Bananas / Dad
- 1998-2000 : Pepper Ann de Brad Goodchild :  lui-même / Voix additionnelles
- 1999-2001 : The New Woody Woodpecker Show d'Alan Zaslove : Buzz Buzzard / Badger / Tweaky
- 1999-2000 : Les Supers Nanas (The Powerpuff Girls) de Craig McCracken : Criminel/ Policier / Chat
- 2000 : Batman, la relève (Batman Beyond) de James Tucker (épisode Out of the Past) : Carter
- 2000 : Buzz l'Éclair (Buzz Lightyear of Star Command)  (épisode Planet of the Lost) : Flint
- 2001 : Samouraï Jack de Genndy Tartakovsky (série télévisée) (épisode Jack Under the Sea) : Guiness  / L'autre pêcheur
- 2001-2003 : Time Squad, la patrouille du temps de David Wasson : Larry 3000 / Officier anglais / Black Bart
- 2001-2006 : La Ligue des Justiciers : le Joker, Solomon Grundy et James Jesse / The Trickster
- 2002 : Totally Spies! de Vincent Chalvon-Demersay et David Michel (épisode Soul Collector) : Principal John Smith
- 2002 : Static Choc de Dave Chlystek (série télévisée) (épisode The Big Leagues) : le Joker
- 2002-2003 : Teamo Supremo de Joe Horne : Birthday Bandit
- 2002-2003 : Billy et Mandy, aventuriers de l'au-delà de Maxwell Atoms : Producteur TV / Vampire / Co-host
- 2002-2007 : Nom de code : Kids Next Door (Codename: Kids Next Door) de Tom Warburton : Glubarbe  / Sumo / Pirate
- 2003 : Quoi d'neuf Scooby-Doo ? (What's New Scooby-Doo ?) : Barge Captain / Père de Tommy
- 2003 : Clifford le gros chien rouge de John Over (épisode Guess Who's Coming to Birdwell) :  Oscar Owens
- 2003 : Burl's de Maryam Karimi : Narrateur
- 2003 : Stripperella  (épisode Beauty and the Obese: Part 1) : Dr Cesarian / Narisec Rotcod / Coroner
- 2003 : Les Griffin (Family Guy) de Dan Povenmire (épisode When You Wish Upon a Weinstein) : Luke Skywalker / Obi-Wan Kenobi
- 2004 : The Wrong Coast de Carl Paolino et Dave Thomas : Jameson Burkright
- 2004-2005 : Mega Robot Super Singes Hyperforce Go ! de Ciro Nieli : The Skeleton King
- 2005 : Harvey Birdman, Attorney at Law de Michael Ouweleen et Erik Richter : Ricochet Rabbit
- 2005 : IGPX: Immortal Grand Prix de Kōichi Mashimo et Hongo Mitsuru : Yamma  (voix version américaine)
- 2005-2008 : Avatar, le dernier maître de l'air de Dave Filoni :  Firelord Ozai / Phoenix King Ozai
- 2005-2012 : Robot Chicken de Seth Green et Matthew Senreich : le Joker / le père de Jared / Annonceur de tournoi
- 2006 : Les Loonatics de Dan Fausett :  Adolpho / Ship Captain
- 2006 : Codename: Kids Next Door - Operation Z.E.R.O. de Tom Warburton : Glubarbe
- 2006 : Batman : Tony Zucco
- 2006-2013 : Metalocalypse de Tommy Blacha et Brendon Small : Sénateur Stampingston / Mr. Selatcia / Présentateur de journal
- 2007 : Bob l'éponge de Stephen Hillenburg : Moth
- 2009-2017 : Regular Show de J. G. Quintel : Skips / Man / Wizard
- 2014 : Star Wars: The Clone Wars de Lucasfilm (série télévisée) Saison 6 / épisode 13 : Le Sacrifice (Dark Bane)
- 2017-2018 : Chasseurs de trolls (Trollhunters: Tales of Arcadia) : Dictatious (18 épisodes)
- 2018 : Star Wars : Forces du destin de Lucasfilm (saison 2 / épisode 7 et 14) : Luke Skywalker
- 2019 : Dark Crystal : Le Temps de la résistance : skekTek, le savant
- 2019-2020 : Scooby-Doo et compagnie (Scooby-Doo and Guess Who?) : le Joker, lui-même et le Trickster (3 épisodes)
- 2020 : Mages et Sorciers : Les Contes d'Arcadia (Wizards) : Dictatious (4 épisodes)
- 2021 : Les Maîtres de l'univers : Révélation (Masters of the Universe: Revelation) : Skeletor (9 épisodes)
- depuis 2021 : Invincible : Art Rosebaum (4 épisodes - en cours)

### Jeux vidéo
- 1993 : Gabriel Knight: The Sins of the Fathers de Jane Jensen : Détective Mosely / Le conducteur de Jeep
- 1994 : Wing Commander III : Cœur de tigre : le colonel Christopher « Maverick » Blair
- 1995 : Full Throttle : Adrian 'Rip' Ripburger / Emmet / Todd Newlan
- 1995 : Wing Commander IV : Le Prix de la liberté : le colonel Christopher « Maverick » Blair
- 1997 : Wing Commander Prophecy : Commodore Christopher « Maverick » Blair
- 2001 : Batman : Vengeance : le Joker
- 2001 : Crash Bandicoot : La Vengeance de Cortex : Py-Ro
- 2003 : X-Men 2 : La Vengeance de Wolverine: Wolverine
- 2005 : Yakuza  : Goro Majima (doublage pour la version anglophone et francophone, européenne en général )
- 2008 : The Legend of Spyro: Dawn of the Dragon d'Etrange Libellule et édité par Sierra : Malefor
- 2008 : Avatar: The Legend of Aang - Into the Inferno : Ozai
- 2009 : Batman: Arkham Asylum de Rocksteady Studios : le Joker
- 2010 : Kingdom Hearts: Birth by Sleep de Square Enix : Maître Eraqus (doublage pour la version anglophone)
- 2010 : Darksiders de Vigil Games et édité par THQ : le Guetteur
- 2011 : Batman: Arkham City de Rocksteady Studios : le Joker
- 2015 : Batman: Arkham Knight de Rocksteady Studios : le Joker
- 2016 : Batman: Arkham VR de Rocksteady Studios : le Joker
- 2018 : Lego DC Super-Villains : le Joker
- 2019 : Kingdom Hearts 3 de Square Enix : Maître Eraqus (doublage pour la version anglophone)
- 2024 : MultiVersus : le Joker
- 2026 : Squadron 42 : lieutenant Steve “Old Man” Colton

## Distinctions

### Récompenses
- ShoWest Awards 1978 : star masculine de demain pour Star Wars, épisode IV : Un nouvel espoir
- Saturn Awards 1981 : meilleur acteur pour Star Wars, épisode V : L'Empire contre-attaque
- Saturn Awards 1984 : meilleur acteur pour Star Wars, épisode VI : Le Retour du Jedi
- Interactive Achievement Awards 2010 : meilleure performance pour un personnage de jeu vidéo pour Batman: Arkham Asylum
- BAFTA Games Awards 2012 : meilleure performance dans un jeu vidéo pour Batman: Arkham City
- Saturn Awards 2018 : meilleur acteur pour Star Wars, épisode VIII : Les Derniers Jedi

### Nominations
- Saturn Awards 1978 : meilleur acteur pour Star Wars, épisode IV : Un nouvel espoir
- CableACE Awards 1988 : meilleur acteur dans une série dramatique pour Alfred Hitchcok présente
- Annie Awards 1994 : meilleure performance vocale pour Batman
- Annie Awards 2001 : meilleure performance vocale masculine dans un long métrage d'animation pour Batman, la relève : Le Retour du Joker
- DVD Exclusive Awards 2005 : meilleur réalisateur pour Comic Book: The Movie
- Annie Awards 2014 : meilleure performance vocale dans une production d'animation pour la télévision pour Regular Show
- BAFTA Games Awards 2016 : meilleure performance dans un jeu vidéo pour Batman: Arkham City

## Voix francophones
En version française, Mark Hamill est doublé principalement par Dominique Collignon-Maurin depuis la saga Star Wars en 1977. Il le double aussi dans les films Jay et Bob contre-attaquent, Kingsman : Services secrets et Life of Chuck ainsi que dans les séries Esprits criminels et Flash (version 2014). Dans Star Wars, épisode VIII : Les Derniers Jedi et Star Wars, épisode IX : L'Ascension de Skywalker, c'est Bernard Lanneau qui double Mark Hamill, succédant ainsi à Dominique Collignon-Maurin dans le rôle de Luke Skywalker. Il le double aussi dans la série The Big Bang Theory. Laurent Gris le double également dans Star Wars épisode IX : l'Ascension de Skywalker, le temps d'un flash-back audio provenant de l'épisode V.
Dans la série Flash (version 1990), il est doublé par Philippe Peythieu dans l'épisode Le Charlatan et par Roland Timsit dans l'épisode Le Procès du Charlatan. Le film Au-delà de la gloire a eu deux doublages. Mark Hamill est doublé par Frédéric Pieretti dans la première version et Jérémy Prévost dans la seconde.
À titre exceptionnel, il est aussi doublé par Patrick Préjean dans la série Chuck, Guy Chapelier dans les jeux vidéo Wing Commander, Marc François dans le téléfilm Au temps de la guerre des étoiles, François Leccia dans Le Muppet Show, Alexis Tomassian dans Corvette Summer[réf. nécessaire], José Luccioni dans Britannia Hospital, Georges Caudron dans Liaison maléfique, Antoine Tomé dans Le Village des damnés, Gabriel Le Doze dans Brigsby Bear et Julien Kramer dans la série Knightfall.